# Better Have a Drink to Think
«Better Have a Drink to Think» es el primer sencillo del duo Vince Clarke & Paul Hartnoll. Dicho duo está conformado por los músicos Vince Clarke (fundador de Depeche Mode, Yazoo y desde hace más de 30 años en Erasure) y Paul Hartnoll (fundador de Orbital).

## Historia
Clarke y Hartnoll decidieron comenzar un proyecto musical juntos con el que realizaron el álbum 2Square, precedido por el sencillo «Better Have a Drink to Think».